# Falkowa (wzniesienie)
Falkowa (509, 506  m) nazywana też Przymiarkami – wzniesienie na Pogórzu Rożnowskim. Mapa Compassu podaje wysokość 506 m, mapa Geoportalu 509 m. Znajduje się w północno-wschodnim grzbiecie Bukowca, nad miejscowościami Falkowa, Bukowiec, Brzana i Lipnica Wielka. Falkowa znajduje się w zlewni trzech potoków: Lipniczanka, Brzanka i Siekierczanka. Grzbiet Falkowej rozdziela się na dwa ramiona; jedno biegnie do Wojnarowej, drugie do Bruśnika.  Grzbietem Falkowej, nieco po północnej stronie jej kulminacji biegnie droga asfaltowa z Brzany do Bukowca, a drogą tą szlak turystyki pieszej.
Falkowa to niewybitne wzniesienie na niemal płaskim grzbiecie. Zarówno szczyt Falkowej, jak i cały jej grzbiet  są bezleśne, zajęte przez pola uprawne. Dzięki temu rozciąga się stąd rozległy widok.
Szlak turystyczny
 Bartkowa-Posadowa – Żebraczka – Bukowiec – Falkowa – Bruśnik – Kąśna Dolna – Ciężkowice